# 織田亜紀子
織田 亜紀子（おだ あきこ、1980年9月20日 - ）は、元エフエム群馬のアナウンサー、元エフエム香川のラジオパーソナリティ。

## 来歴
秋田県能代市出身。東京アナウンスセミナーの4期生。
エフエム群馬でアナウンサーを務めた後、結婚を機に2009年8月いっぱいで同局を退社。香川県へ転居し、2009年10月から2010年9月までエフエム香川『Delicious!』のパーソナリティを務めていた。同番組の終了時には、これからは出産と子育てに力を注ぐとのコメントを番組公式ブログに残している。

## 担当番組

### エフエム群馬
- あさナビ - 月曜・火曜パーソナリティ[6]
- EVENIN' - 木曜・金曜パーソナリティ[7]
- Friday Cafe[7]
- ハンプティーダンプティー キレイのたまご - パーソナリティ[8]
- 街の音楽家たち[1]
- シネマ de スパイス[1]
- SPANGLE!!! - 「ハンプティーダンプティー LUNCH BOX!」のコーナー担当[9]

### エフエム香川
- Delicious! - 水曜・木曜パーソナリティ